# FCF1
FCF1‏ (FCF1, rRNA-processing protein) هوَ بروتين يُشَفر بواسطة جين FCF1 في الإنسان.